# 多尔恩施泰因
多尔恩施泰因是德国巴伐利亚州的一个市镇。总面积40.51平方公里，总人口2738人，其中男性1412人，女性1326人（2011年12月31日），人口密度68人/平方公里。